# ローレルコート上本町石ヶ辻公園
ローレルコート上本町石ヶ辻公園（ローレルコートうえほんまちいしがつじこうえん）は、大阪府大阪市天王寺区石ケ辻町にある共同住宅。グッドデザイン賞受賞。

## 沿革・概要
石ヶ辻公園に南面し、大阪上本町駅から徒歩5分という人通りの多い都心に位置する。公園の目の前という立地から住居空間に公園の景色を取り込んでいる。一方で1フロアに2住戸かつ貫通エレベーターのみで繋がるという、共用部を最小限度に留めた設計となっている。。

## 建築概要
- 階数：地上14階
- 総戸数：26戸
- 施主：近鉄不動産
- 設計：エム・ケイ設計事務所
- 施工：三和建設[3]

## 受賞
- 2019年　グッドデザイン賞受賞[2]

## 近隣施設
- 大阪赤十字病院
- 上宮学園中学校・高等学校
- 清風中学校・高等学校
- 大阪市立夕陽丘中学校

## アクセス
- 近鉄大阪線上本町駅より徒歩5分